# Roshchino (Zelenogradsk)
Roshchino (en ruso: Рощино), conocida de manera oficial hasta 1946 como Grünhoff (en alemán: Grünhoff, en lituano: Griunhofas) es una localidad rural situada en el oeste del distrito de Zelenogradsk en el óblast de Kaliningrado, Rusia.

## Geografía
Roshchino se encuentra en el borde suroeste de lo que solía llamarse el bosque de Gall y está a 14 kilómetros de Zelenogradsk y a 22 kilómetros de Kaliningrado.

## Historia
Ya a principios del siglo XIV, los caballos pertenecientes a la Orden Teutónica pastaban cerca de un santuario prusio en el bosque de Grünhoff. Hacia finales del siglo XIV, Sambia se dividió en dos distritos, uno de los cuales tenía la sede en Grünhoff (para la parte occidental de Sambia). Los grandes maestres de la orden valoraron la zona como coto de caza. Una yeguada de Grünhoff se mencionó por primera vez en un documento en 1414, con hasta 130 animales. 
Originalmente había una casa religiosa en Grünhoff, pero no hay registros de ella. Se mencionó un pabellón de caza entre 1623 y 1644, que fue utilizado por los electores Jorge Guillermo I de Brandeburgo y Federico Guillermo I de Brandeburgo. El elector Federico Guillermo I quien cerró la mayor de las 13 yeguadas de Prusia Oriental, junto con Ragnit en 1717. Hacia fines del siglo XVII, el elector de Brandeburgo y duque de Prusia Federico I de Prusia construyen un palacio en Grünhoff. Durante la Reforma, los custodios se convirtieron en oficinas principales del distrito administrativo, pero el término 'cuidador' (en alemán: Pfleger) se mantuvo hasta el siglo XVII, cuando fue reemplazado por 'burgrave' (en alemán: Burggrafen).  
El 13 de junio de 1874, Grünhoff se convirtió en sede de un distrito administrativo que existió hasta 1945 y perteneció al distrito de Fischhausen (distrito de Sambia de 1939 a 1945) en el distrito administrativo de Königsberg en la provincia prusiana de Prusia Oriental. En 1893, el pueblo de Grünhoff (en alemán: Königlich Grünhoff, en distinción a la finca noble de Grünhoff) se incorporó a la comunidad rural de Pokirren (que ya no existe en la actualidad). La población de Grünhoff en 1910 era 343. El 30 de septiembre de 1928, el distrito de Grünhoff, la comunidad rural de Pokirren y la comunidad rural de Schupöhnen se fusionaron para formar la nueva comunidad rural de Grünhoff. La población era 513 en 1933 y 471 en 1939.
Como resultado de la Segunda Guerra Mundial, el norte de Prusia Oriental, y con ella Grünhoff, pasó a formar parte de la Unión Soviética. El lugar recibió el nombre ruso de Roshchino en 1946 y también fue asignado raión de Primorsk.

## Demografía
En 1910 la localidad contaba con 343 residentes y el número alcanzaba los 471 en 1939. En el pasado la mayoría de la población estaba compuesta por alemanes, pero tras el fin de la Segunda Guerra Mundial fueron expulsados a Alemania y se repobló con rusos.
| Gráfica de evolución de Roshchino entre 1910 y 2010 |
|                                                     |

## Infraestructura

### Arquitectura y monumentos

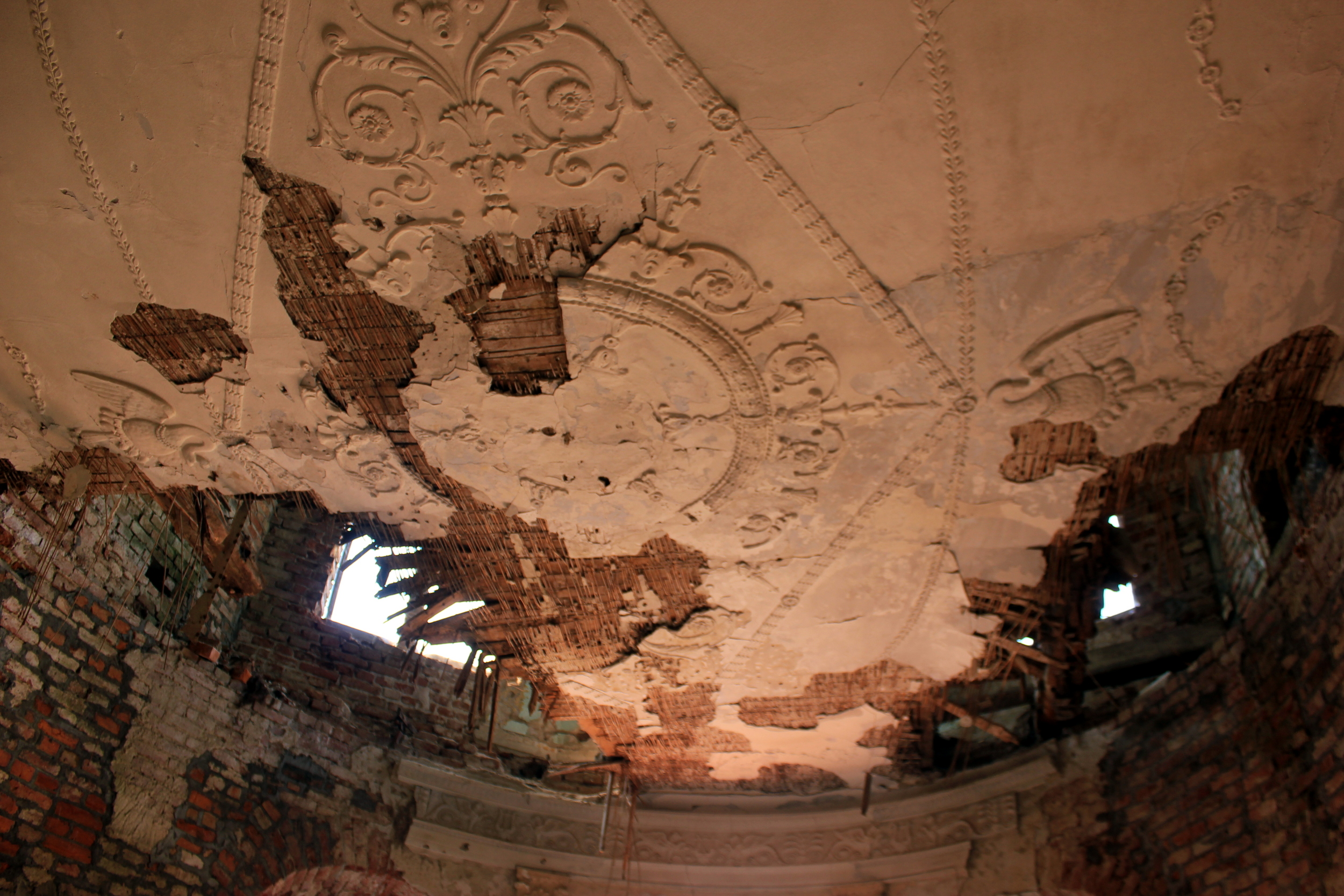
Estado del palacio de Grünhoff en 2016

Hacia fines del siglo XVII, el elector de Brandeburgo y duque de Prusia Federico I de Prusia construyen un palacio en Grünhoff. El diseño del palacio de Grünhoff fue proporcionado por el arquitecto de la corte Christian Eltester, y era un edificio de una sola planta con un jardín ovalado. En 1850/54, el maestro de obras Mohr de Königsberg rediseñó el edificio en un estilo neoclásico tardío; se agregó una torre de escaleras, se agregó un piso superior y se agregó un ala lateral asimétrica. En 1815, Grünhoff fue legado al general Friedrich Wilhelm von Bülow como regalo real, junto otras obras periféricas. El castillo de Grünhoff sobrevivió a la Segunda Guerra Mundial. Hoy, sin embargo, el edificio se encuentra en estado ruinoso. Tras un cambio de propietario en 2015, se iniciaron las obras de renovación.
Antes de 1945 había una escuela primaria en Grünhoff.

### Transporte
La carretera regional 27K-013 atraviesa el pueblo y, al norte limita con la carretera de circunvalación costera de Primorsk. Roshchino es tiene una estación de ferrocarril en la línea férrea Kaliningrado-Zelenogradsk-Pionerski. 

## Galería

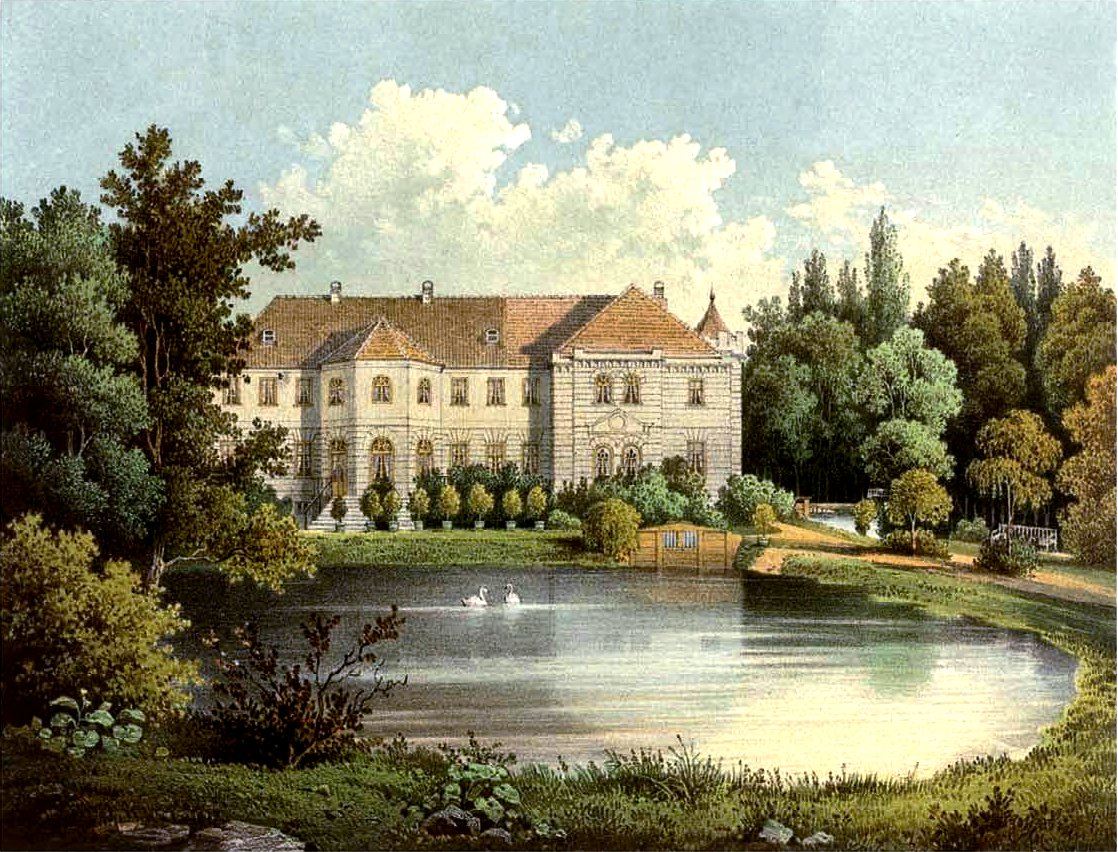
Palacio de Grünhoff en el siglo XIX
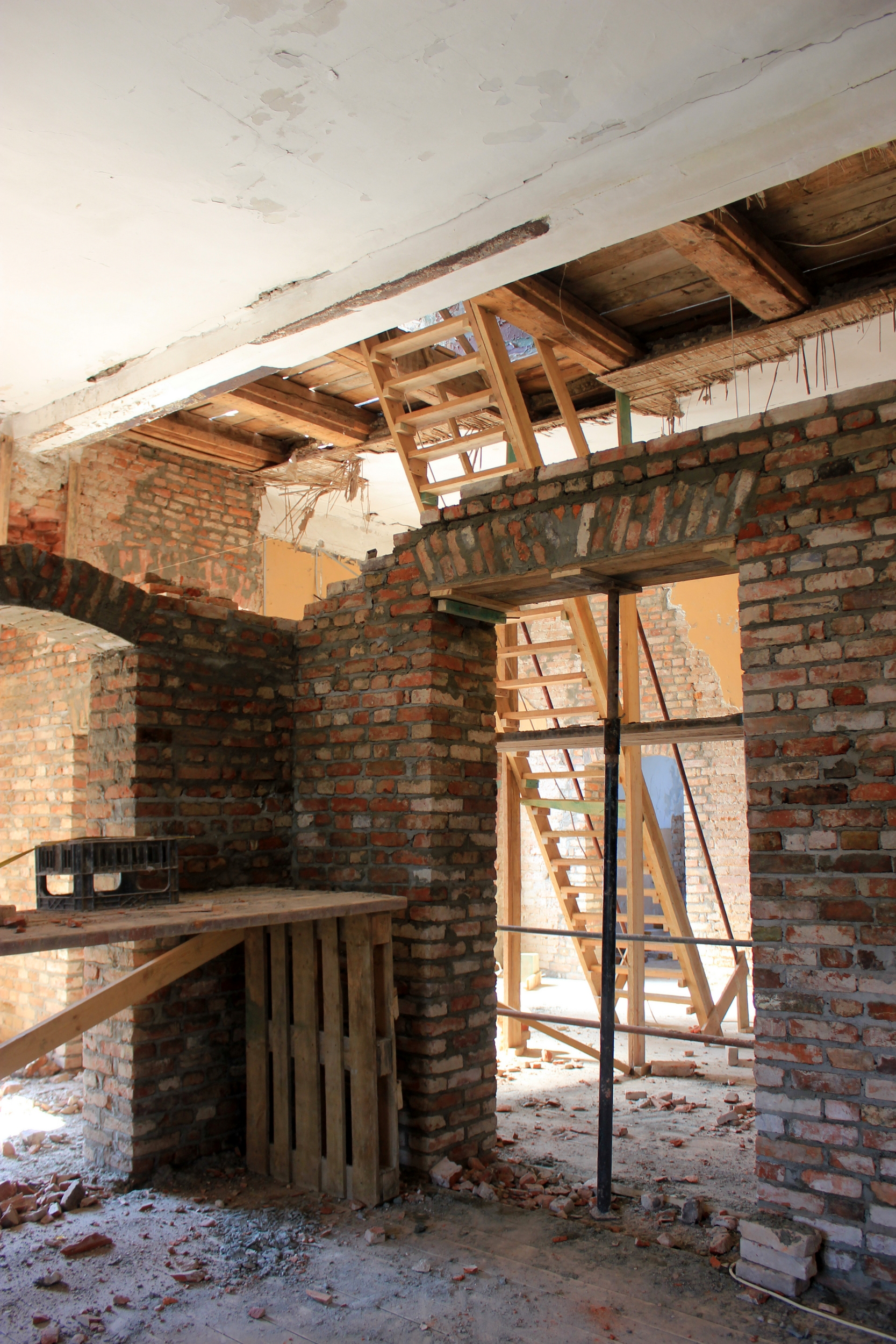
Interior del palacio de Grünhoff
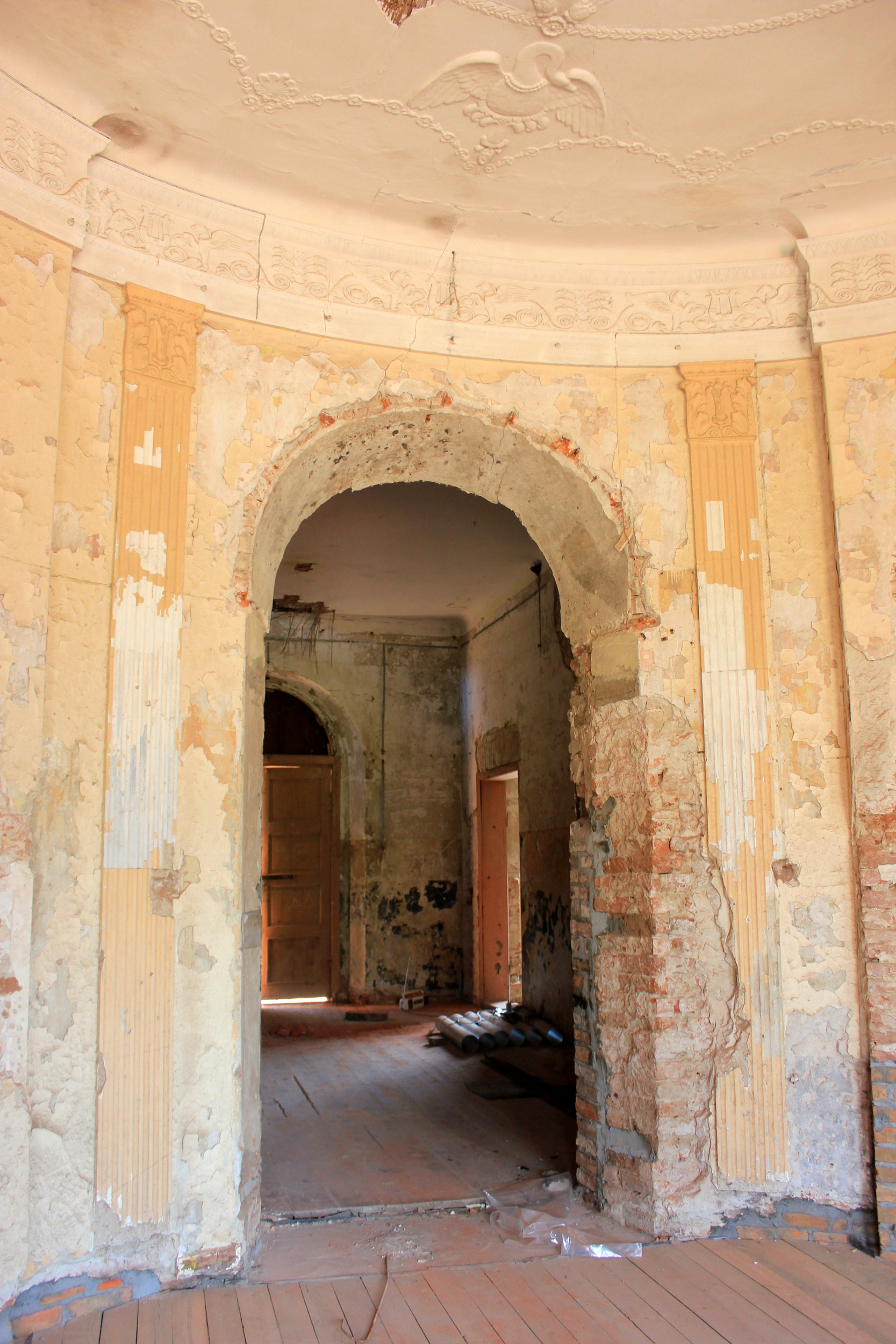
Interior del palacio